# Tuc Nere
El Tuc Nere és una muntanya de 2.507 metres que es troba al municipi de Vielha e Mijaran, a la comarca de la Vall d'Aran.